# Famille Buffet
Pour les articles homonymes, voir Buffet.
La famille Buffet était une famille de facteurs français d'instruments de musique aux XVIIIe et XIXe siècles.
Des instruments ont été estampillés avec le nom « Buffet frères » vers 1810.

## Claude Buffet
Claude Buffet est né le 22 février 1736 à La Couture et est journalier ou cultivateur. Il aura douze enfants dont certains deviendront célèbres dans le domaine de la lutherie d'instruments à vent sur buis, un bois très présent dans la région:
- Claude II (1773-1856), luthier à Anet, dit « Buffet aîné »
- Louis (1779-1845), tourneur d'instruments et luthier
- Denis (1783-1841), luthier dit « Buffet-Auger »
- Jean-Baptiste (1787-ca.1808), tourneur en 1806-1808
- Louis Auguste (1789-1864), dit « Auguste Buffet jeune »
- François (1794-ca.1845), tourneur puis luthier

Il existe peu de trace d'artisan tourneur ou de luthier chez les Buffet avant la révolution française.

## Denis Buffet-Auger
Denis Buffet-Auger, né Denis Buffet, est né le 28 juillet 1783 à La Couture, près de Dreux dans une famille de tourneurs sur bois. Il est devenu connu sous le nom de Buffet-Auger après son mariage avec Marie-Anne Auger. En 1825, il crée à Paris un atelier de fabrication d'instruments, entreprise qui deviendra la société Buffet Crampon, toujours en activité et l'un des principaux fabricants d'instruments à vent. Jean Louis Buffet est son fils. Denis Buffet-Auger est décédé le 24 septembre 1841 à Paris.

## Auguste Buffetjeune
Auguste Buffet jeune (nom complet Louis Auguste Buffet) est né le 6 août 1789 à La Couture, frère cadet de Denis Buffet-Auger. Auguste fabrique des instruments de musique à La Couture en 1813, puis en 1830 déménage son atelier à Paris. Dans les années 1830, il conçoit et construit deux nouveaux modèles de clarinettes basses, développe une version améliorée de flûte système Boehm (avec le flûtiste Victor Coche) et, avec Hyacinthe Klosé, invente la clarinette système Boehm, système actuellement le plus couramment utilisé pour les clarinettes au monde. Au début des années 1840, avec l'hautboiste espagnol Pierre-Joachim-Raymond Soler (1810-1850), il met au point un hautbois système Boehm; celui-ci ne rencontre pas de succès auprès des musiciens. Louis Auguste Buffet est son fils. Auguste Buffet jeune décéde le 30 septembre 1864 à Anet .

## Jean Louis Buffet
Jean Louis Buffet, également connu sous le nom de Jean Louis Buffet Crampon, est né le 18 juillet 1813 à La Couture, fils de Denis Buffet-Auger. Vers 1830, il commence à travailler dans l'entreprise de fabrication d'instruments de musique créée par son père et, à la mort de ce dernier en 1841, il reprend la société. Buffet épouse Zoë Crampon en 1836. En 1844, son entreprise est connue sous le nom de Buffet Crampon. Il meurt à Mantes-la-Ville le 17 avril 1865.

## Louis Auguste Buffet
Louis Auguste Buffet  est né le 15 juillet 1816 à Anet, fils d'Auguste Buffet jeune . En 1845, Auguste (qui se prénomme Louis Auguste) travaille dans l'atelier de son père à Paris. Entre 1859 et 1862, il obtient plusieurs brevets relatifs à la fabrication d'instruments à vent et en 1864, à la mort de son père, il reprend l'exploitation de l'entreprise. Il meurt le 7 avril 1884 à Paris.